# Take-Two Interactive
A Take-Two Interactive Software, Inc. (vagy egyszerűen csak Take2) vagy ismert még Take-Two amerikai székhelyű multinacionális kiadó, fejlesztő, videójáték- illetve videójátékperiféria-forgalmazó vállalat.
A Take-Two birtokolja ezenfelül a Rockstar Games és a 2K Games kiadói elnevezéseket.
A vállalat központja New Yorkban található. Létezik még nemzetközi központja Windsorban (Egyesült Királyság).
A fejlesztői stúdiók helyszínei között megtalálható San Diego, Vancouver, Toronto és Novato (Kalifornia).
A Take-Two számos neves játékkal büszkélkedhet, leghíresebb sorozata a Grand Theft Auto, minden idők egyik legkedveltebb játéka.
A Midnight Club sorozat, a Manhunt vagy a legutóbbi BioShock is mind nagy sikernek örvendenek.